# Tecnam P2006T
Tecnam P2006T – włoski lekki samolot turystyczny i szkolny, opracowany przez spółkę Tecnam. Jest to dwusilnikowy, czteromiejscowy górnopłat zaprojektowany z myślą o szkoleniach na samoloty wielosilnikowe. Prototyp oblatano w 2007 roku, a produkcja seryjna trwa od 2010 roku.

## Historia
Prototyp samolotu oblatano 13 września 2007 roku, jego konstruktorem był Luigi Pascale. Tecnam zaprojektował samolot P2006T głównie z myślą o szkoleniu pilotów na samoloty wielosilnikowe oraz jako mały samolot turystyczny. Pierwsze egzemplarze samolotu wprowadzono na rynek w 2009 roku, dodatkowo Tecnam P2006T uzyskał wszystkie niezbędne certyfikaty Agencji Unii Europejskiej ds. Bezpieczeństwa Lotniczego (EASA) w 2009 roku, zaś certyfikaty FAA maszyna zyskała w 2010 roku. Także w 2010 roku rozpoczęła się produkcja seryjna. Na podstawie P2006T powstał  samolot doświadczalny NASA X-57 Maxwell. Większość samolotów eksploatowana jest przez użytkowników cywilnych, jednak pojedyncze maszyny eksploatowane są przez wojsko, między innymi przez Dominikańskie Siły Powietrzne, Aeronautica Militare oraz hiszpańską Guardia Civil.
W Polsce pierwszy egzemplarz zarejestrowano w 2010 roku. Łącznie w Polsce używanych jest dziewięć samolotów tego typu, między innymi trzy egzemplarze znajdują się w ośrodku szkolenia lotniczego LOT Flight Academy, który należy do PLL LOT. Noszą one numery SP-LFA, SP-LFG oraz SP-LFL. Używane są do szkolenia na samoloty wielosilnikowe, zdobywania uprawnień do lotów według wskazań przyrządów oraz do licencji pilota zawodowego CPL(A).

## Konstrukcja
Tecnam P2006T to lekki dwusilnikowy samolot szkolny oraz turystyczny w układzie górnopłata o prostych skrzydłach, które zakończone są wingletami. Wewnątrz skrzydeł znajduje się pojedynczy dźwigar. Klapy sterowane są elektrycznie, zaś lotki poruszane są za pomocą cięgien. Napęd stanowią dwa silniki Rotax 912 S3, z  których każdy generuje moc 75 kW (100 KM). Napędzają one dwupłatowe śmigła o zmiennym skoku. Zużycie paliwa zbliżone jest do jednosilnikowego samolotu Cessna 172, zaś jego zapas wynosi 200 litrów. Przechowywane jest ono w dwóch zbiornikach po 100 litrów każdy. Samolot ma trójkołowe podwozie chowane w locie, na które składa się koło przednie chowane w dziobie i dwa tylne mieszczące się w centralnej części kadłuba.
Kadłub płatowca jest całkowicie metalowy. Wykonano go ze stopów aluminium. W przedniej jego części znajduje kokpit, zaś za nim jest kabina pasażerska. Samolot może na swoim pokładzie przewieźć czterech pasażerów, w tym jednego pilota. Dodatkowo kabina pasażerska została zaprojektowana w taki sposób aby zwiększyć bezpieczeństwo osobom znajdującym się na pokładzie w razie wypadku. Samolot ma także przestronną kabinę, która zapewnia wysoki komfort pracy zarówno załodze jak i pasażerom. W kokpicie znajdują się dwa fotele pilotów z trójpunktowymi pasami bezpieczeństwa. Analogicznie za nimi ulokowano dwa fotele pasażerskie ustawione przodem do kierunku lotu. Za kabiną pasażerską znajduje się przedział bagażowy o pojemności 350 litrów. Samolot w wersji podstawowej ma analogową awionikę, którą można zastąpić cyfrową w standardzie GARMIN G950 oraz GARMIN G1000 Nxi. Ostatni model awioniki występuje tylko w wersji P2006T Mk II.

### Wersje
- P2006T – wersja cywilna.
- T2006A – trzy samoloty w wersji P2006T służące we Włoskich Siłach Powietrznych, dostosowane do szkolenia pilotów wojskowych[6].
- P2006T MRI – morski samolot patrolowy używany w Dominikańskich Siłach Powietrznych[7].
- P2006T MMA – samolot wielozadaniowy opracowany przez spółkę Airborne Technologies[8].

## Galeria

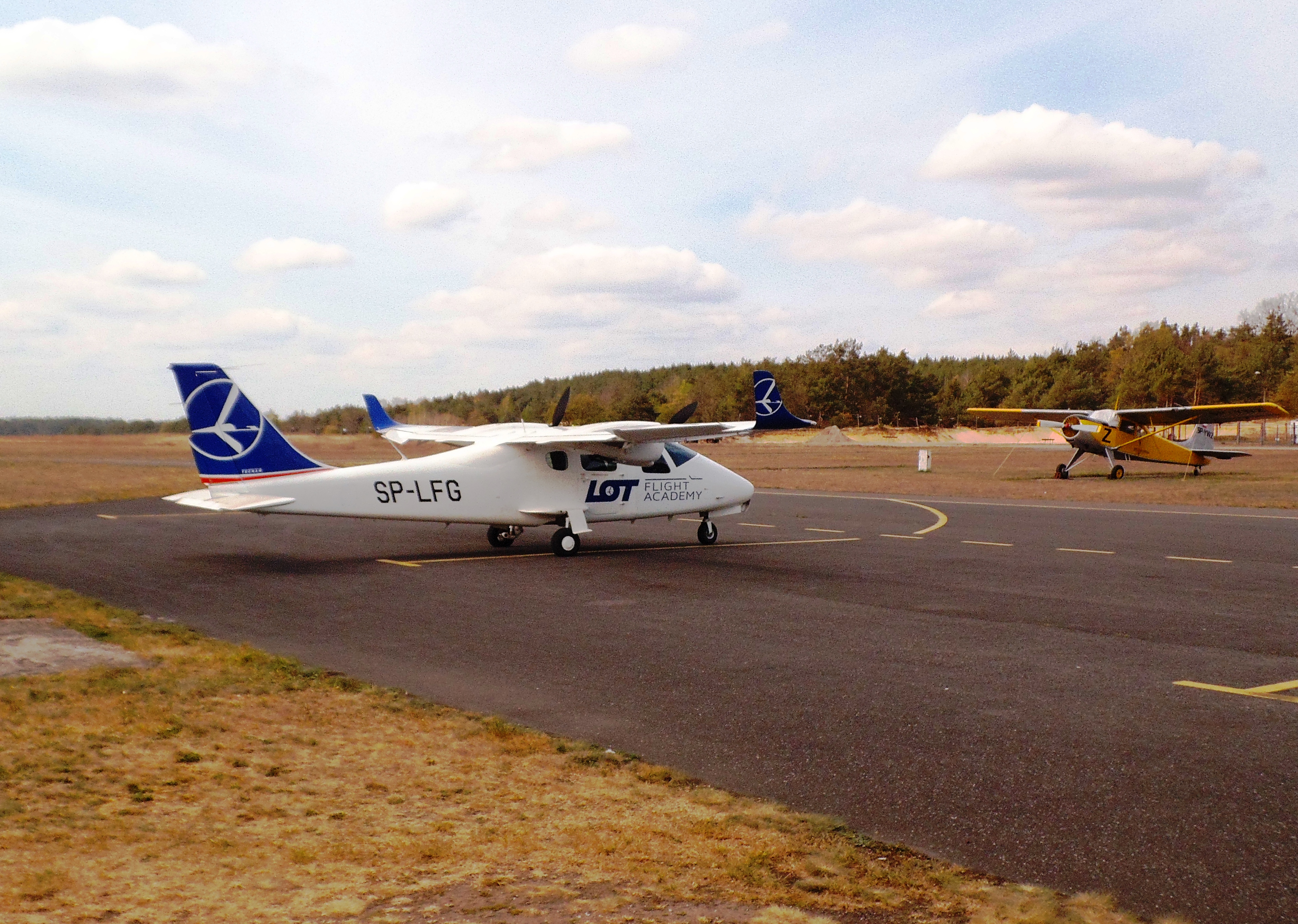
Samolot w barwach LOT Flight Academy
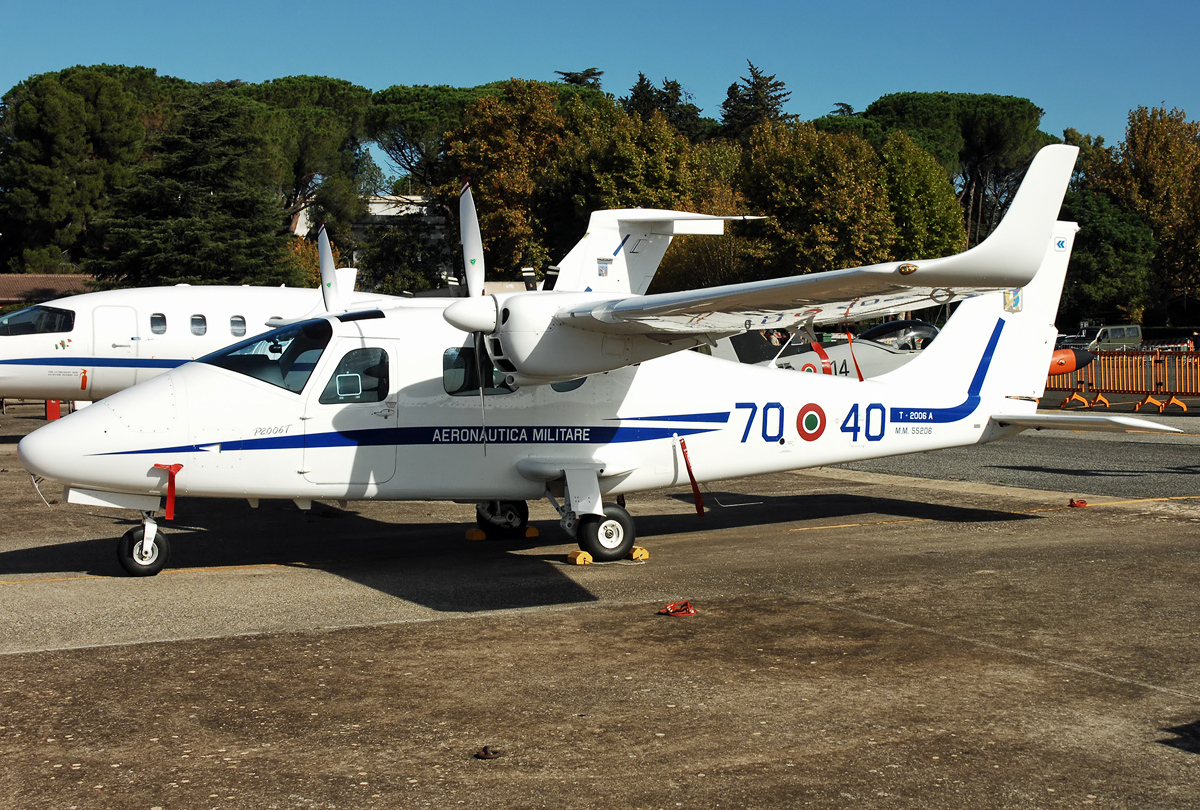
Egzemplarz należący do Aeronautica Militare
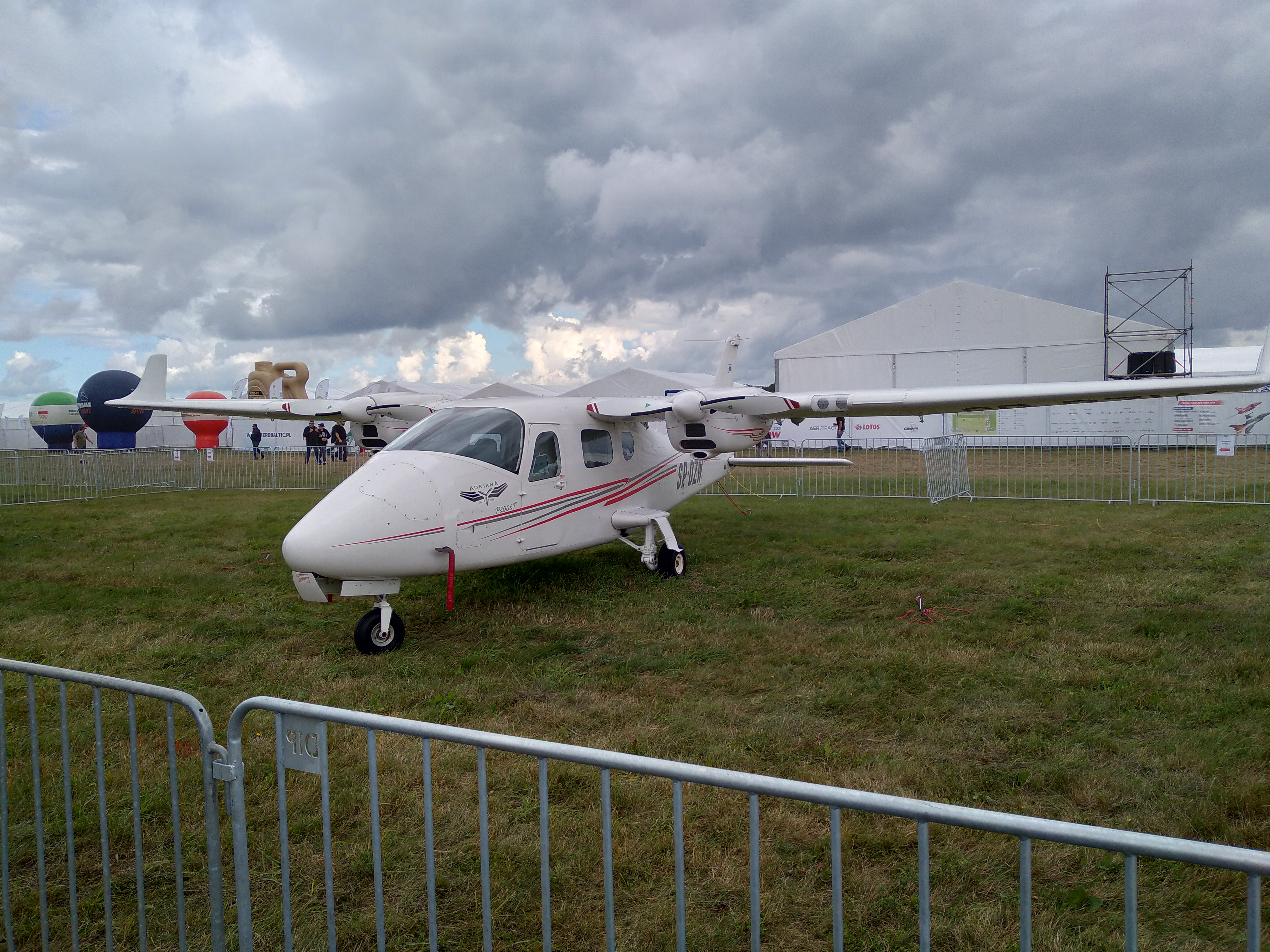
Samolot w rękach prywatnych, widoczne gondole z silnikami Rotax
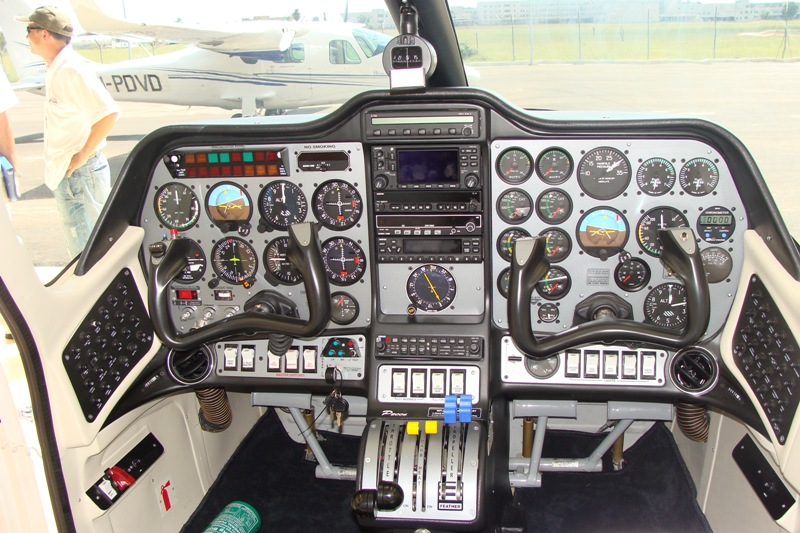
P2006T z analogowym kokpitem
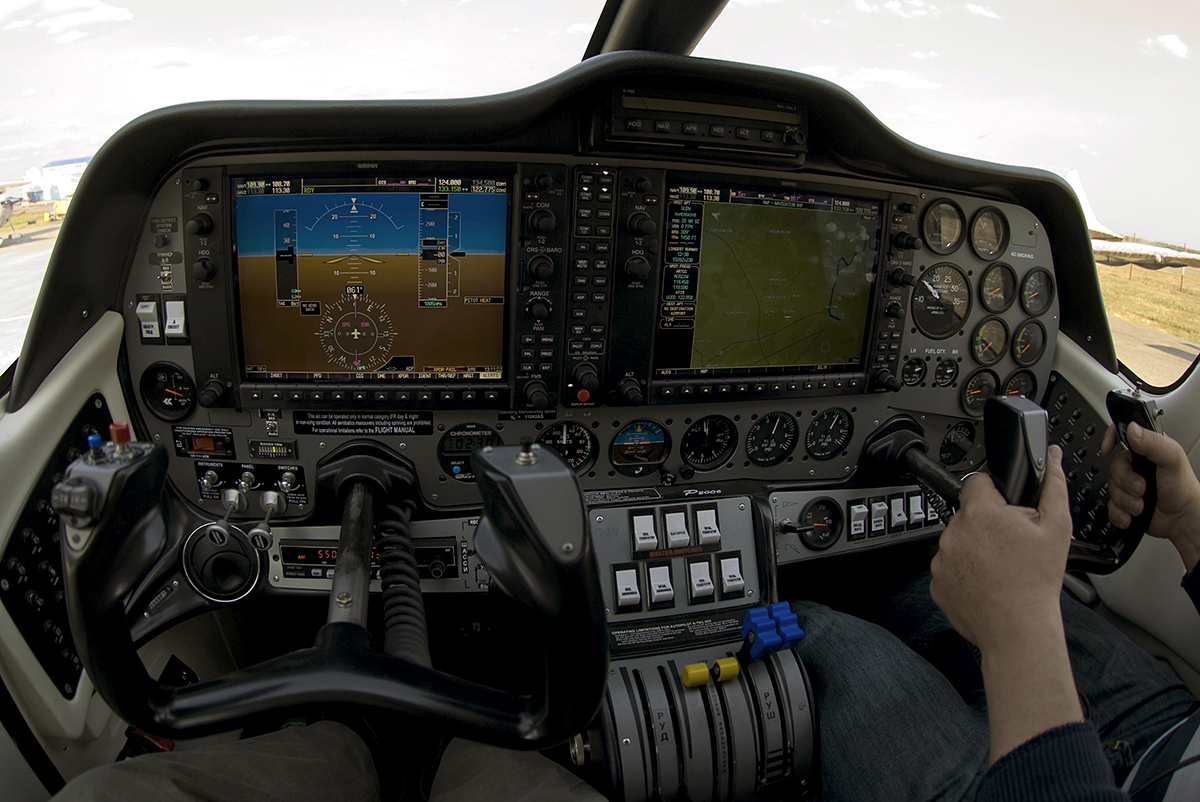
P2006T z awioniką cyfrową Garmin G950